# Goodnightiella impar
Goodnightiella impar is een hooiwagen uit de familie Gonyleptidae.